# Viliam Malík
Viliam Malík (21. listopadu 1912, Bratislava – 20. ledna 2012, Bratislava) byl slovenský fotograf, považovaný za průkopníka žurnalistické fotografie na Slovensku. Patřil k představitelům slovenské meziválečné fotografické moderny.

## Život a dílo
V letech 1928 – 1932 byl studentem obchodní akademie, kde přišel poprvé do kontaktu s fotografováním. S žurnalistickou fotografií začínal ve známém bratislavském mládežnickém fotoklubu YMCA, který sdružoval amatérské fotografy.
Od roku 1936 spolupracoval s pobočkou ČTK na Slovensku.
V roce 1938 připravil s Milošem Dohnánym, dalším z představitelů slovenské fotografické moderny, velkou výstavu Slovensko ve fotografii v dnešním Slovenském národním muzeu.
Ve věku 95 let se v roce 2007 stal Osobností české fotografie a zároveň získal cenu za celoživotní dílo ve Středoevropském domě fotografie v Bratislavě.